# Mort sociale
L'expression « mort sociale » renvoie à la condition des personnes qui ne sont pas acceptées comme pleinement humaines par une société, et ce au sens large. Cela fait référence au moment où quelqu'un est traité comme s'il était mort ou inexistant.
Dans l'espace intellectuel anglo-saxon, l'expression « social death » est utilisée par des sociologues comme Orlando Patterson et Zygmunt Bauman, et des historiens de l'esclavage et de la Shoah pour décrire le rôle joué par la ségrégation gouvernementale et sociale dans ce processus,.
Voici des exemples de mort sociale :
- Exclusion raciale et sexuelle, persécution, esclavage et apartheid[4],[5],[6] ;
- Les gouvernements peuvent exclure des individus ou des groupes de la société. Exemples : groupes minoritaires protestants au début de l'Europe moderne ; l'ostracisme dans l'Athènes antique ; les Dalits en Inde ; les criminels, les prostituées, les hors-la-loi[7],[8] ;
- Institutionnalisation et ségrégation de ceux qui sont considérés comme atteint d'une maladie mentale.
- Cancel culture des personnes visées par des accusations en dehors de la morale prônée par le mouvement woke[9],[10].

La théorie de la dégénérescence, développée au XIXe siècle, et les théories similaires, sont les exemples les plus extrêmes de mise en place de mort sociale. L'idée de dégénérescence a été populaire dans la politique de droite comme de gauche.

## Slavery and Social Death

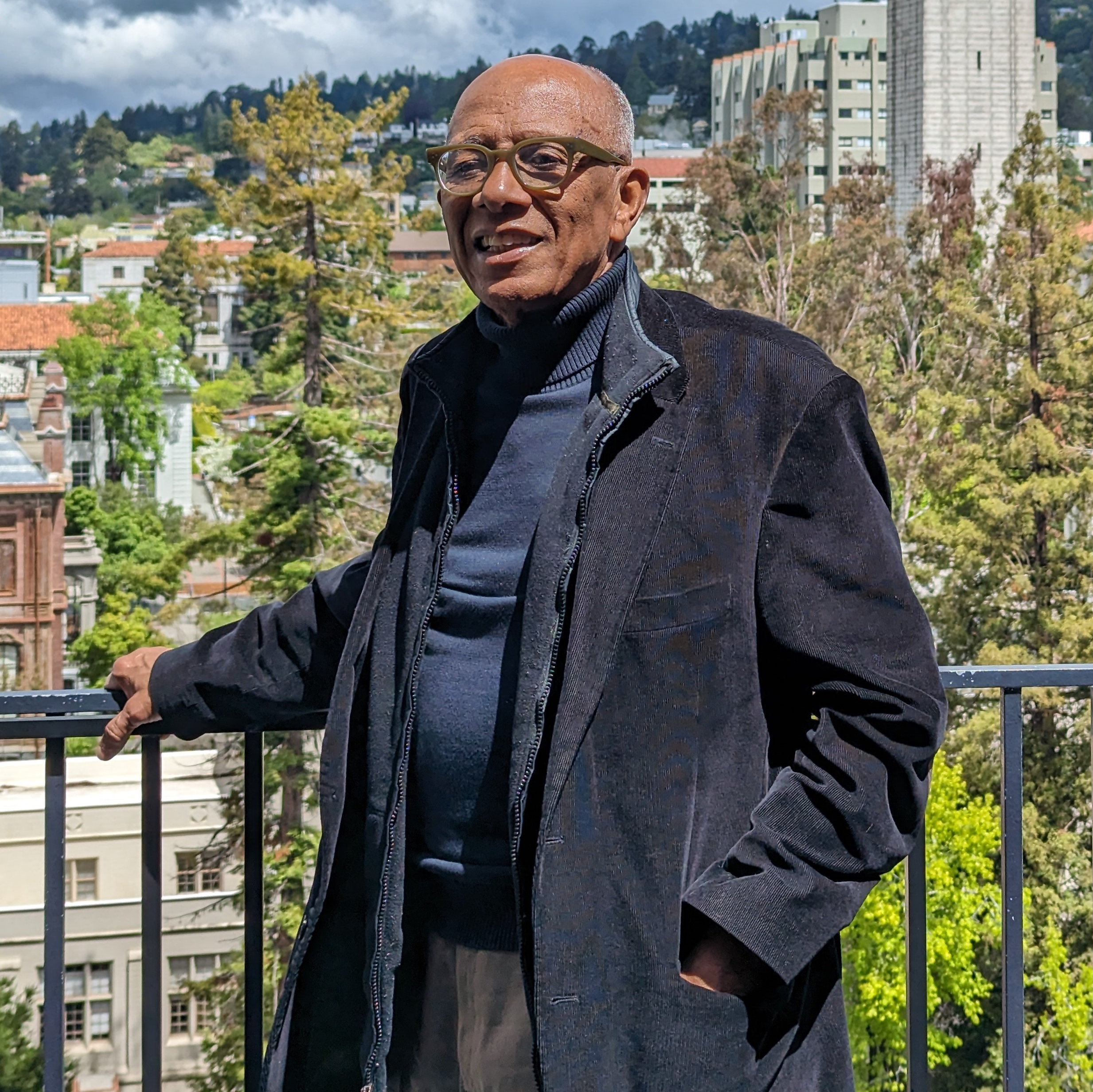
Orlando Patterson, en 2023.

Le principal partisan de la relation entre la « mort sociale » et l'esclavage est Orlando Patterson, qui expose ses conclusions dans son livre de 1982, Slavery and Social Death: A Comparative Study. Patterson définit d'abord l'esclavage comme « l'une des formes les plus extrêmes de la relation de domination, approchant les limites du pouvoir total du point de vue du maître, et de l'impuissance totale du point de vue de l'esclave ». La mort sociale a eu des effets à la fois internes et externes sur les esclaves, modifiant leur vision d'eux-mêmes et la façon dont ils étaient considérés par la société. L'esclavage et la mort sociale peuvent être liés dans toutes les civilisations où l'esclavage a existé, qu'il s'agisse de la Chine, de Rome, de l'Afrique, de l'Empire byzantin, de la Grèce antique, de l'Europe ou des sociétés américaines.
Le début de la mort sociale vient du processus initial d'asservissement, liée la plupart du temps à une capture lors d'une bataille. Un captif serait épargné de la mort et transformé socialement en esclave, bien qu'il s'agisse d'une commutation conditionnelle, puisque la mise à mort n'était pas mise en œuvre que tant que l'esclave acceptait son impuissance. Ce pardon de la mort a été remplacé, selon Patterson, par la mort sociale, qui se manifeste à la fois physiquement et psychologiquement.
Extérieurement, les esclaves subiraient la perte de leur identité par des pratiques telles que le remplacement de leur nom, la marque pour indiquer leur condition sociale, un code vestimentaire spécifique qui les établissait davantage comme esclaves aux yeux du public, la castration et le rasage de la tête. Chacun de ces actes extrayait les esclaves de leurs identités antérieures, symbolisait leur perte de liberté et de pouvoir et leur dépendance totale à la volonté de leur maître. Le processus psychologique de la mort sociale comprenait l'effet du rejet en tant que membre de la société et de l'isolement généalogique par la perte de l'héritage et du droit de transmettre son ascendance à ses enfants. En fait, tous les liens sociaux étaient considérés comme illégitimes s'ils n'étaient pas validés par le maître. Les personnes réduites en esclavage se voyaient refuser la constitution d'une structure sociale indépendante et n'étaient pas considérées comme pleinement humaines, car elles n'étaient vues que comme une représentation de leur maître. Elles n'avaient ni honneur ni pouvoir propres. La violence sociale découlant de ces actions était fondée sur les deux modes de mort sociale, interne et externe. Dans le mode interne, des rituels sont développés pour l'incorporation d'un ennemi extérieur dans la culture en tant qu'esclave. Dans le mode externe, les traditions ont évolué pour inclure ceux qui sont « tombés en esclavage » au sein de la société. Ces deux modes ont fourni un processus d'institutionnalisation d'individus socialement « morts ».
Le pouvoir jouait un rôle essentiel dans la relation entre un esclave et un maître, et la violence était souvent considérée comme une composante nécessaire de l'esclavage. Un esclave était considéré comme n'ayant aucune valeur. Ils n'avaient ni nom propre ni honneur. Au lieu de cela, leur valeur et leur honneur ont été transférés au maître et lui ont donné un statut social élevé parmi ses pairs. La violence au sein de la relation était considérée comme essentielle en raison de la faible motivation à travailler des esclaves, et c'était aussi un facteur de mort sociale et d'exercice du pouvoir sur ces personnes. Le fouet n'était pas seulement une méthode de punition, mais aussi un dispositif symbolique consciemment choisi pour rappeler aux esclaves leur statut. Cette violence physique a également eu d'autres effets psychologiques, créant progressivement une attitude d'auto-accusation et une reconnaissance du contrôle total d'un maître. Les entretiens avec d'anciens esclaves américains témoignent de ce fait : « les esclaves ont les maîtres qu'ils méritent » et « j'étais si mauvais que j'avais besoin d'être fouetté », ce qui démontre la justification formulée par les esclaves, qui n'avaient pas le droit d'attendre de la gentillesse ou de la compassion en raison de leur statut dans la société. Cela démontre également, selon Patterson, des effets psychologiques dévastateurs de la mort sociale.
Les individus considérés comme des esclaves totaux, les eunuques de palais de Byzance et de Chine, constituent un paradoxe. Ces esclaves avaient la confiance des empereurs et pouvaient être extrêmement influents. On attendait d'eux qu'ils soient loyaux, courageux et obéissants, mais ils étaient toujours considérés comme bas socialement, rejetés par la société.
Bien qu'Orlando Patterson livre l'étude la plus approfondie sur les liens entre l'esclavage et la mort sociale, plusieurs critiques de son analyse ont été formulées. Ceux qui ont produit une analyse de son livre ne le rejoignent pas sur son refus de définir les esclaves comme une propriété parce que d'autres groupes pouvaient également correspondre à cette définition, y compris les femmes et les enfants. Patterson ne compare pas non plus le traitement des esclaves à d'autres groupes socialement marginalisés, tels que les prostituées, les criminels et les serfs sous contrat. La troisième critique émise à l'encontre du propos de Patterson est le manque de sources primaires. Les commentateurs ont noté que le propos de Slavery and Social Death aurait été beaucoup plus fort si Patterson avait utilisé le témoignage de personnes asservies, sur leur propre rapport aux notions d'honneur, de domination et de communauté.

## Autres définitions
Dans le contexte de la santé, la « mort sociale » - lorsque la personne malade n'a plus la conscience de communiquer avec les autres - peut survenir,. La mort sociale survient au cours de la progression de la maladie d'Alzheimer et chez les patients rendus inconscients par sédation palliative (un type de soins de fin de vie) pour réduire la douleur avant une mort imminente,.